# Phyllonorycter cephalariae
Phyllonorycter cephalariae là một loài bướm đêm thuộc họ Gracillariidae

. Nó được tìm thấy ở miền nam Pháp, Croatia, Hy Lạp, Hungary và Serbia.
Ấu trùng ăn Cephalaria leucantha. Chúng ăn lá nơi chúng làm tổ. 
- bladmineerders.nl Lưu trữ ngày 24 tháng 8 năm 2012 tại Wayback Machine
- Fauna Europaea Lưu trữ ngày 22 tháng 6 năm 2011 tại Wayback Machine